# Andrzej Stanisław Młodziejowski
Andrzej Mikołaj Stanisław Kostka Młodziejowski herbu Korab (ur. 1717, zm. 20 marca 1780 w Warszawie) – biskup rzymskokatolicki, podkanclerzy koronny, kanclerz wielki koronny, biskup diecezjalny przemyski w latach 1766–1768, biskup diecezjalny poznański w latach 1768–1780, konsyliarz Rady Nieustającej w 1775, opat komendatoryjny hebdowski w 1775.

## Życiorys
Syn Stanisława i Marianny. Studiował w Rzymie, gdzie uzyskał w 1755 tytuł doktora. Przez 10 lat był rektorem rzymskiego hospicjum św. Stanisława. 23 października 1767 wszedł w skład delegacji Sejmu, wyłonionej pod naciskiem posła rosyjskiego Nikołaja Repnina, powołanej w celu określenia ustroju Rzeczypospolitej. Kanclerzem został w 1767, gdy na znak protestu przeciwko porwaniu polskich senatorów przez Nikołaja Repnina kanclerz Andrzej Zamoyski złożył swój urząd.
Od 1766 biskup przemyski. 5 marca 1768 został mianowany biskupem poznańskim, ale jego ingres odbył się dopiero po 11 latach – 27 czerwca 1779.
2 i 17 lutego 1770 wydał z inspiracji posła rosyjskiego listy pasterskie z okazji otworzenia jubileuszu przez papieża, w których piętnował imieniem „zdrajców religii i ojczyzny” tych wszystkich, którzy śmieliby powątpiewać w dobre i świętobliwe zamiary króla i popierać konfederatów barskich.
Członek konfederacji 1773 roku, podpisał się na pierwszym zniszczonym egzemplarzu aktu konfederacji, następnie 16 kwietnia 1773 złożył przyrzeczenie (sponsję), że podpisze ponownie konfederację. Na Sejmie Rozbiorowym 1773–1775 wszedł w skład delegacji wyłonionej pod naciskiem dyplomatów trzech państw rozbiorczych, mającej przeprowadzić rozbiór, został członkiem Komisji Rozdawniczej Koronnej, ustanowionej dla likwidacji majątku skasowanego w Rzeczypospolitej zakonu jezuitów. Na Sejmie Rozbiorowym 1773–1775 został wybrany przez króla Stanisława Augusta Poniatowskiego do Rady Nieustającej.
W 1775 sąd konfederacki pod prezydencją Andrzeja Młodziejowskiego uniewinnił 30 Żydów oskarżonych o mord rytualny na trzyletniej dziewczynce we wsi Grabie na Mazowszu, ponieważ ich wzajemnie sprzeczne zeznania zostały wymuszone torturami. Członek Departamentu Interesów Cudzoziemskich Rady Nieustającej w 1777 roku.
Był płatnym agentem ambasady rosyjskiej. Już po koronacji Stanisława Augusta Poniatowskiego w 1764 Rosjanie wypłacili mu 80 000 rubli nagrody. W 1778 pobierał od Rosjan roczną pensję 3000 czerwonych złotych. 18 września 1773 podpisał traktaty cesji przez Rzeczpospolitą Obojga Narodów ziem zagarniętych przez Rosję, Prusy i Austrię w I rozbiorze Polski. Członek konfederacji Andrzeja Mokronowskiego w 1776.
W 1765 został kawalerem Orderu Świętego Stanisława.
Prowadził świecki tryb życia, zadając się z kobietami. Oskarżany był o sprzeniewierzenie majątku skasowanego zakonu jezuitów i otrucie w 1767 nieprzychylnego Rosji prymasa Władysława Łubieńskiego.
Pochowany w kolegiacie św. Jana Chrzciciela w Warszawie.